# Adzjapsandali
Adzjapsandali (Georgisch: აჯაფსანდალი) is een vegetarisch gerecht uit Georgië dat ook in Armenië en Azerbeidzjan algemeen voorkomt als basisvoedsel. De stoofpot wordt ook wel de Georgische ratatouille genoemd.

## Etymologie
In de Georgische taal heeft adzjapsandali de connotatie van 'wanorde' of 'brij', zoals bijvoorbeeld in de uitdrukking "het is adzjapsandali in mijn hoofd!", een figuurlijke verwijzing naar de mengelmoes van ingrediënten van het gerecht.

## Ingrediënten
Hoofdingrediënten van de adzjapsandali zijn aubergines, uien, paprika, tomaten, knoflook en de verse groene kruiden peterselie, koriander en basilicum. Het gerecht leent zich voor variatie naar persoonlijke smaak rond de aubergines. Alternatieve of extra ingrediënten zijn aardappel, rijst, wortel, courgette en chilipeper. Ook met de groene kruiden kan naar smaak gevarieerd worden, met bijvoorbeeld dille, fenegriek of munt.

## Eettraditie
Traditioneel wordt de adzjapsandali na bereiding afgekoeld en een dag later geserveerd, zodat de smaken beter tot hun recht komen. Niettemin kan het ook warm worden gegeten. De schotel wordt met brood gegeten als hoofdgerecht maar ook als bijgerecht bij bijvoorbeeld gegrild vlees, chinkali, lobio of chatsjapoeri. Adzjapsandali wordt ook bij de Georgisch traditionele soepra geserveerd.
De adzjapsandali wordt meestal in de zomer of vroege herfst gemaakt, omdat dan de meeste ingrediënten vers voorhanden zijn. Uit een onderzoek van Oxfam in 2016 kwam naar voren dat adzjapsandali het derde meest genuttigde gerecht is in Georgië.